# Scout Motors
Scout Motors Inc. est un constructeur automobile américain. Il appartient au constructeur allemand Volkswagen Group, qui a obtenu la marque Scout après avoir acquis le constructeur américain de camions Navistar International en 2021 via Traton.
Scout Motors est relancé le 11 mai 2022 pour produire des véhicules électriques tout-terrain. Il s'agit d'une opération entièrement basée aux États-Unis et agit comme une société indépendante, gérée séparément de Volkswagen avec sa propre équipe de direction,. Le siège social est situé à Tysons, en Virginie,.

## Histoire
La marque Scout doit son nom au véhicule tout-terrain International Scout, produit de 1961 à 1980, par International Harvester. Dans les années 1980, cette société a été profondément restructurée et, depuis la vente en 1986 de sa division agricole à Tenneco Inc, son activité principale d'origine, elle opère sous le nom de Navistar International avant de devenir la propriété de Volkswagen en 2020, via Traton. C'est par l'intermédiaire de cette filiale américaine de camion que la marque Scout appartient au groupe allemand,.
Le 11 mai 2022, Volkswagen AG annonce la création d'une nouvelle marque, Scout, dédiée aux véhicules électriques, conçus, développés, fabriqués et commercialisés aux États-Unis,. Scott Keogh, PDG de Volkswagen USA, devient alors le premier PDG de Scout Motors. Avec la relance de Scout, Volkswagen AG poursuit l'objectif d'augmenter considérablement sa part sur le marché automobile américain
Le 24 octobre 2024, Scout annonce que la société vendra directement aux clients et entretiendra elle-même les véhicules, en suivant le modèle adopté par ses concurrents Tesla, Rivian et Polestar, plutôt que d'utiliser le réseau de concessionnaires Volkswagen. La National Automobile Dealers Association (NADA) a répondu qu'ils contesteraient cette décision en utilisant des moyens juridiques et politiques,.

## Sites

### Usine
Le 3 mars 2023, Scout Motors annonce son intention de construire une usine pour 2 milliards de dollars capable de produire 200 000 véhicules électriques par an à Blythewood, en Caroline du Sud. L'usine emploiera jusqu'à 4 000 personnes et fabriquera les deux premiers véhicules de Scout Motor : un SUV de taille moyenne axé sur le tout-terrain et une camionnette dont le lancement est prévu fin 2027.

### Recherche et développement
En décembre 2023, Scout Motors annonce qu'elle ouvrira sa première unité de R&D au cours de l'année 2024. Scout a choisi Novi dans le Michigan comme site de la nouvelle installation. Scout Motors a également indiqué qu'ils prévoient d'employer environ 200 personnes une fois que leurs bureaux de R&D seront opérationnels,.

## Modèles
Scout Motors lance deux concepts le 24 octobre 2024, dont l'un est le Terra, une camionnette, et l'autre est le Traveler, un SUV. Ils devraient sortir fin 2027 en tant que modèle 2028. Les réservations sont disponibles aux États-Unis et au Canada.